# جان بابتيست شاربونو
جان بابتيست شاربونو (بالإنجليزية: Jean Baptiste Charbonneau) هو مستكشف أمريكي، ولد في 11 فبراير 1805 في Fort Mandan ‏ في الولايات المتحدة، وتوفي في 16 مايو 1866 في Danner, Oregon ‏ في الولايات المتحدة بسبب ذات الرئة.

## وصلات خارجية
- جان بابتيست شاربونو على موقع الموسوعة البريطانية (الإنجليزية)